# Silozurile Anghel Saligny
Silozurile Anghel Saligny este un ansamblu de monumente istorice aflat pe teritoriul municipiului Constanța.
Silozurile construite între anii 1904-1909 și 1912-1915 de inginerul Anghel Saligny sunt amplasate în danele 17-18 ale Portului Constanța, au o înălțime de 45 de metri și o capacitate de stocare de 30.000 de tone fiecare.
Silozurile au fost proiectate de Anghel Saligny după planurile arhitectului Petre Antonescu. Proiectul inițial prevedea ridicarea a 5 clădiri: 4 silozuri și un uscător de cereale. În final s-au construit doar 3 silozuri și uscătorul. Clădirile sunt realizate din cărămidă și structură metalică. Elementele neoclasice de pe fațade precum și aspectul general sunt puternic inspirate de arhitectura din SUA a acelor vremuri.
Conform concepției lui Anghel Saligny, fiecare siloz cuprinde 250 compartimente din beton armat, cu o capacitate totală de cca. 30.000 tone de cereale și un debit de 125 tone pe oră la primire și 200 tone pe oră, la predare. Saligny a reușit să conceapă o tehnologie prin care silozurile puteau să fie încărcate, dar și descărcate, în același timp. 
Numărul mare de compartimente și diametrul lor mai redus fac ca, la momentul încărcării silozului cu boabe de grâu, orz, porumb etc., acestea să nu se sfărâme la impactul cu pereții și nici în timpul depozitării, prin presarea de pereții silozului.

## Galerie

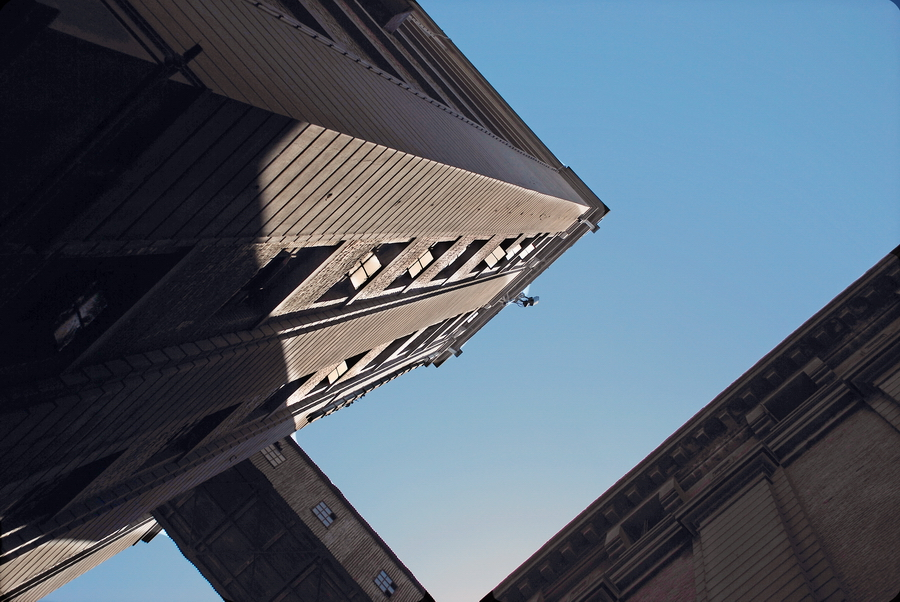
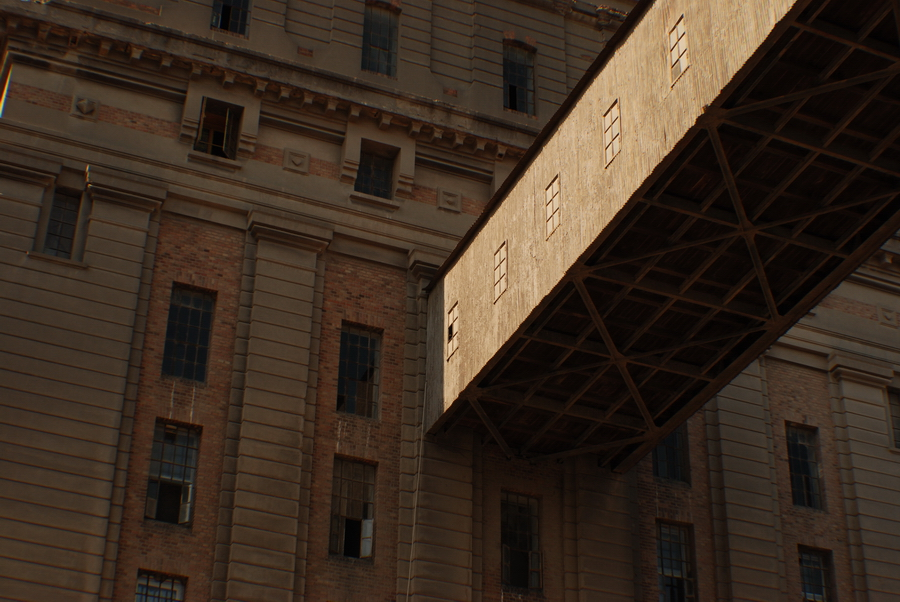
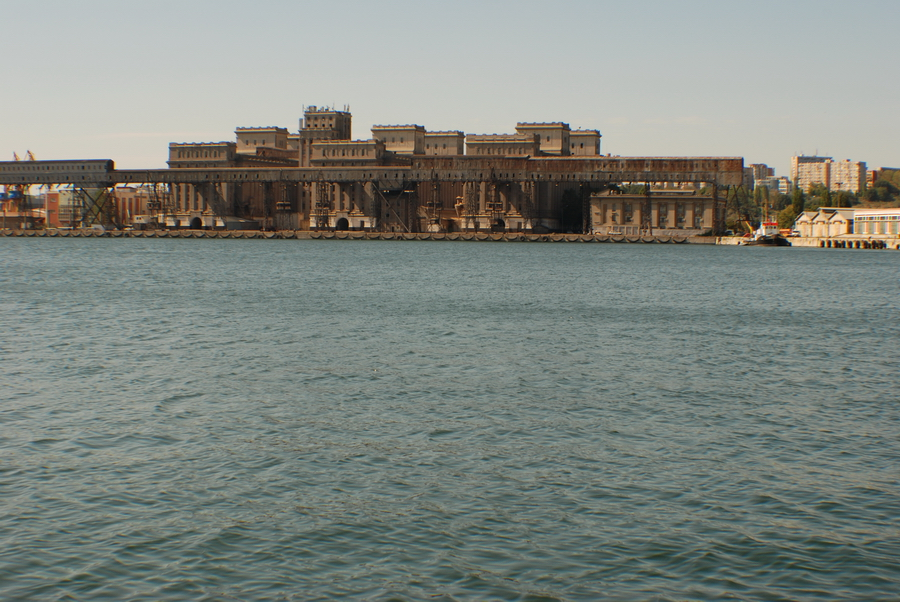
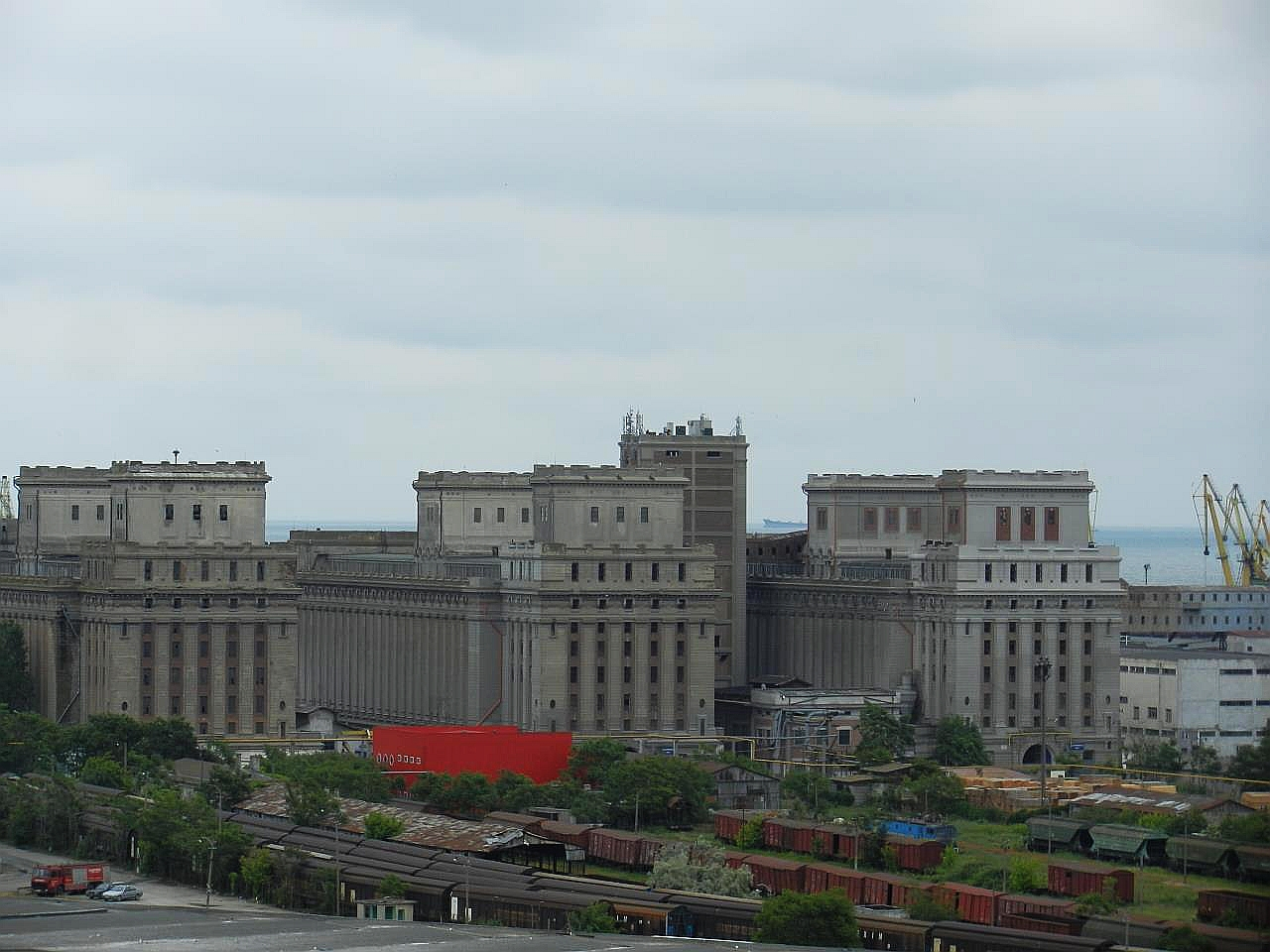